# Casa quinta de Eastman
La Quinta de las Rosas, también conocida como Casa quinta de Eastman por haber pertenecido a la familia Eastman-Illa de origen inglés, es un complejo edilicio ubicado en el barrio Prado de la ciudad de Montevideo, Uruguay que actualmente pertenece a la División del Ejército I de ese país.
Fue construida con el objetivo de usarse como residencia de veraneo en 1880. Su construcción refleja cierto aire de villa italiana de veraneo con reminiscencias eclécticas de arte morisco en sus ventanas y fue ideada por el arquitecto francés Víctor Rabú, a pedido de Manuel Ylla, con motivo del matrimonio de su hija, Isolina Illa y Viamonte, con el empresario inglés Tomas Eastman e Isla, hijo John Eastman.
Isoloma, permitió que éste dejara su sello con la plantación de numerosos rosales. Esta anécdota le valió a la casa el apodo de «Quinta de las Rosas».